# Святой Лонгин (Бернини)
«Святой Лонгин» — скульптура итальянского мастера Джованни Лоренцо Бернини. Имеет размер более четырёх метров в высоту. Завершена в 1638 году, установлена в северо-восточной нише в центре Собора Святого Петра в Ватикане. Английский мемуарист Джон Ивлин, один из ранних очевидцев статуи, назвал это произведение работой «колоссальной значительности».

## Предварительные работы
В 1620-х, статуя святого Лонгина была одной из четырех статуй, заказанных для ниш в центре собора Святого Петра, вместе со статуями святого Андрея Первозванного, святой Елены Равноапостольной и святой Вероники. Такой выбор был сделан из-за реликвий этих святых, которые имеются в соборе. Маленькие модели были созданы различными мастерами, была среди них и одна статуэтка святого Андрея, сделанная Бернини. После различных обсуждений с комиссией по выбору Бернини был назначен для создания скульптуры святого Лонгина.
Вполне вероятно, что раннюю bozzetto (грубую модель из терракоты), хранящуюся теперь в художественном музее Фогг в Гарварде, и датируемую примерно 1631 годом, Бернини изготовил, обдумывая различные концепции для скульптуры. Однако, дизайн гарвардской статуэтки совсем не тот, что используется в окончательной статуе. Изменения в проекте балдахина Святого Петра — огромного бронзового кивория в центре собора — повлекли за собой изменения в проекте статуи Лонгина. «Вместо фигуры воскресшего Христа», пишет Клод Дикерсон, «балдахин теперь увенчивался простым шаром и крестом. Поэтому, как осознал Бернини, для Лонгина больше не имело смысла смотреть вверх на балдахин в позе поклонения».
Более поздний терракотовый эскиз, хранящийся в Музее Рима, ближе к окончательному варианту. Что интересно, эта модель разрезана на части; и места разрезов (вдоль правой руки, драпировки и туловища) такие же, как и деления на мраморе скульптуры. Это указывает на то, что Бернини использовал модель, чтобы вычислить, как различные блоки из мрамора могут быть собраны вместе для формирования прочного и законченного целого.
Бернини и его помощники, скорее всего, изготовили гораздо больше предварительных вариантов. Немецкий художник Иоахим фон Зандрарт при посещении студии Бернини в 1635 году насчитал 22 небольших модели для Святого Лонгина. Кроме того, сохранился еще один комплект из восьми набросков в дюссельдорфском музее Кунстпаласт.

## Окончательная скульптура
После того как модель была согласована, Бернини приступил к работе над скульптурой, что заняло у него три года. В 1638 году скульптура была помещена на своё нынешнее место. За свою работу Бернини получил 3,300 римских скудо, столько же, сколько и авторы других трёх скульптур.

## Иконография
Лонгин был римским воином, центурионом, пронзившим копьём бок распятого Иисуса Христа. Якобы после этого, осознав, что Иисус был сыном Божьим, он принял христианство. Бернини изображает его в момент общения с Богом, копье отставлено в сторону, руки широко раскрыты, принимая божественный свет (в реальности свет падает через окна собора). Панцирь и прочее военное снаряжение Лонгина лежат у него под ногами, символизируя его отказ от службы в качестве римского солдата.

## Поздние гравюры
Гравюра авторства Джованни Фрецца, созданная в 1696 году, хранится в библиотеке Уэлкама, в Лондоне.